# لئوناردو دا سیلوا کوستا
لئوناردو دا سیلوا کوستا (به پرتغالی: Leonardo Da Silva Costa) مهاجم اهل برزیل است که در ایالت سائو پائولو و در تاریخ ۹ مارس ۱۹۸۵ به دنیا آمده‌است.
لئوناردو دا سیلوا کوستا در تیم‌های فوتبال Comercial سابقهٔ حضور دارد.